# Tupelo (Mississippi)
Tupelo (anglická výslovnost [ˈtuːpəloʊ]IPA) je město v americkém státě Mississippi, na jižním pobřeží Spojených států amerických. Podle odhadu z roku 2017 zde žilo 38 114 obyvatel. Tupelo je sedmým největším městem v Mississippi a je považováno za obchodní, průmyslové a kulturní centrum severního Mississippi. Narodil se zde např. hudebník Elvis Presley.